# Kika Child
Kika Child (Bogotá, siglo XX) es una actriz colombiana, popular por sus participaciones en series de televisión en su país en la década de 1990.

## Carrera
Kika nació en la ciudad de Bogotá. Poco después de terminar sus estudios secundarios viajó a París para cursar estudios en actuación, regresando más tarde a Colombia para adelantar estudios de Comunicación Social. Sin embargo, le fue ofrecido un papel en la serie de televisión Escondidas. En ese momento inició una relación amorosa con Nicolás, hijo del reconocido cantante argentino Leonardo Favio, que la convenció de mudarse con él a Buenos Aires.
En el país gaucho integró el elenco de dos producciones cinematográficas, Gatica el mono (1993) y El censor (1995). Retornó a su país en 1995 e interpretó el papel de dos gemelas en la serie dramática Cara o sello: dos rostros de mujer de RCN TV con la dirección de Pepe Sánchez. Un año después encarnó a Natalia en la telenovela Guajira y apareció en la serie Cazados como Laura Carvajal. Ese mismo año integró el elenco de la película de Sergio Cabrera Ilona llega con la lluvia. En 1997 apareció en la telenovela Dos mujeres y el año siguiente en la película para televisión Felisa Romero. Cerró la década de 1990 con una aparición en la telenovela Julius.
Tras realizar un papel transitorio en la serie de televisión Padres e hijos, Kika decidió mudarse a la ciudad de Nueva York. Allí inició estudios en teatro y se desempeñó como actriz de voz. Retornó a la actuación apareciendo en dos cortometrajes, la producción francesa All Flowers in Time (2011) y la estadounidense Killer Time (2013). Actualmente se encuentra en preproducción de un largometraje de horror titulado The Girl Inside, dirigido por Paulina Plazas.
Child encarnó a la tía Julia en la obra La tía Julia y el escribidor en el GALA Theatre de Washington D. C. en 2021. Es parte del elenco del teatro Repertorio Español, y ha participado en múltiples obras teatrales en Nueva York. Es cofundadora de TabulaRasa NYC Theater and Performance Lab, bajo el mando de Ramiro Sandoval, y es miembro de la junta de TAFFNY, The Americas Film Festival New York.

## Filmografía

### Cine y televisión
- 2018 - Making the Day
- 2018 - The Girl Inside
- 2013 - Killer Talent (Corto)
- 2011 - All Flowers in Time (Corto)
- 1999 - Padres e Hijos (TV)
- 1999 - Un Mundo Para Julius (TV)
- 1998 - Felisa Romero (TV)
- 1997 - Dos Mujeres (TV)
- 1996 - Ilona Llega con la Lluvia
- 1996 - Cazados (TV)
- 1996 - Guajira (TV)
- 1996 - El Angel de Galilea (TV)
- 1995 - Cara o Sello: Dos Rostros de Mujer (TV)
- 1995 - El Censor
- 1993 - Gatica el Mono
- 1991 - A Escondidas (TV)
- 1990 - Y...